# Escut de Paiporta
L'escut de Paiporta és un símbol representatiu sense oficialitzar de Paiporta, municipi de l'Horta Sud, País Valencià. Té el següent blasonament:
| « | Escut ovalat truncat. Al primer, d'or, els quatre pals de gules. Al segon d'argent, l'ombra d'un pont de tres arcs, maçonat de sable i sostingut d'ones d'atzur i argent. Per timbre, corona reial oberta i per cimera dos caps de cigne. | » |

## Història
L'escut fou aprovat pel Ple de l'Ajuntament i després es va iniciar el procediment per a la seua aprovació oficial, però, el ministeri de la Governació no arribà a aprovar-lo.
Els quatre pals són les armes de la Corona d'Aragó. El pont recorda aquell que es pensa que es va construir per Jaume I, i també, el Pont Vell, inaugurat l'any 1931.

Escut de Paiporta, sense oficialitzar, segons dictamen de la RAH de 1979.

La Reial Acadèmia de la Història emeté l'informe previ preceptiu, el 1979, que modificava l'escut aprovat per l'Ajuntament establent-ne el següent blasonament:
| « | Escut truncat. Al primer, d'or, els quatre pals de gules. Al segon, d'atzur, pont d'argent maçonat de sable, de tres arcs, sostingut d'ones d'argent i atzur. Bordura (d'aquesta segona partició) de gules carregada de dos caps d'ànec, d'argent, als seus flancs. Per timbre, corona reial tancada. | » |